# Zomicarpella
Zomicarpella, biljni rod iz porodice kozlačevki smješten u tribus Caladieae, dio potporodice Aroideae.
To su mali rizomatozni geofiti sa šumskog tla u tropskoj kišnoj šumi Perua, Brazila i Kolumbije. Priznate su dvije vrste. 

## Vrste
1. Zomicarpella amazonica Bogner
2. Zomicarpella maculata N.E.Br.